# Anton Holmlund
Johan Anton Holmlund, född 9 september 1999 i Västerås, är en svensk liberal politiker och ordförande för Liberala ungdomsförbundet (LUF). Han har varit ordförande sedan 2024, och valdes att efterträda Erik Berg vid LUF:s kongress i Uppsala. Han har tidigare varit vice ordförande, samt arbetsmarknads- och samhällsbyggnadspolitisk talesperson.
Under sin tid i förbundsstyrelsen har han fokuserat mycket på arbets- och bostadsmarknadspolitik, exempelvis med förslag om en mer flexibel arbetsmarknad, ett avskaffande av det kommunala planmonopolet och kritik mot kommunala sommarjobb.